# Harrach
La famiglia Harrach è una famiglia nobile boema e austro tedesca. I conti (Graf) von Harrach sono stati tra le più importanti famiglie dell'Impero Asburgico. Un ramo della famiglia Harrach (von Harrach zu Rohrau und Tannhausen) dall'Austria passò nel Napoletano durante il periodo vicereale austriaco.

## Storia

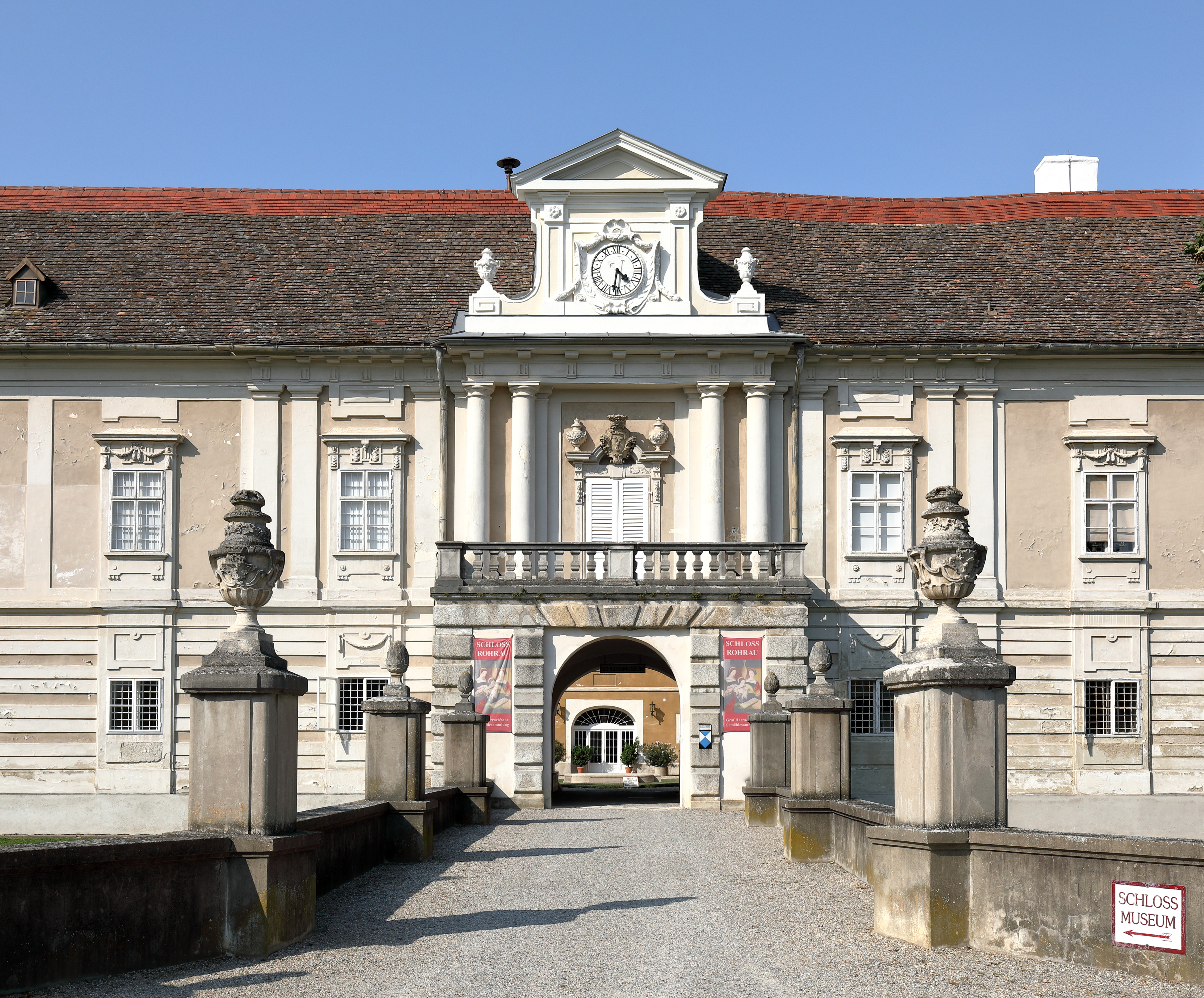
Castello di Rohrau

I due principali rami della famiglia (dai due figli di Carlo von Harrach) sono quello di Rohrau (fino al 1886) e quello di Jilemnice. I due rami esistenti sono nati dai nipoti di Federico Augusto: Ernest Christopher Joseph († 1838) e Ferdinand Joseph († 1841)
- 1195 — Primo documento inerente alla famiglia nel monastero di Ranshofen.
- XIV secolo — proprietari di terre in Austria, Carinzia and Stiria
- 1524 — Leonhard acquista il castello di Rohrau, residenza principale fino ad oggi.
- 4 gennaio 1552 — Leonhard von Harrach riceve il titolo di barone dall'imperatore Carlo V.
- 6 novembre 1627 — Karl von Harrach, nipote di Leonhard, riceve il titolo di conte dall'imperatore Federico II.
- 1701 — Ferdinand Bonaventura I acquisisce le terre di Jilemnice.
- 1708 — Aloys Thomas Raimund sposa Cecilia von Thannhausen e le attribuisce il suo cognome.

### Manieri
Di proprietà della famiglia:

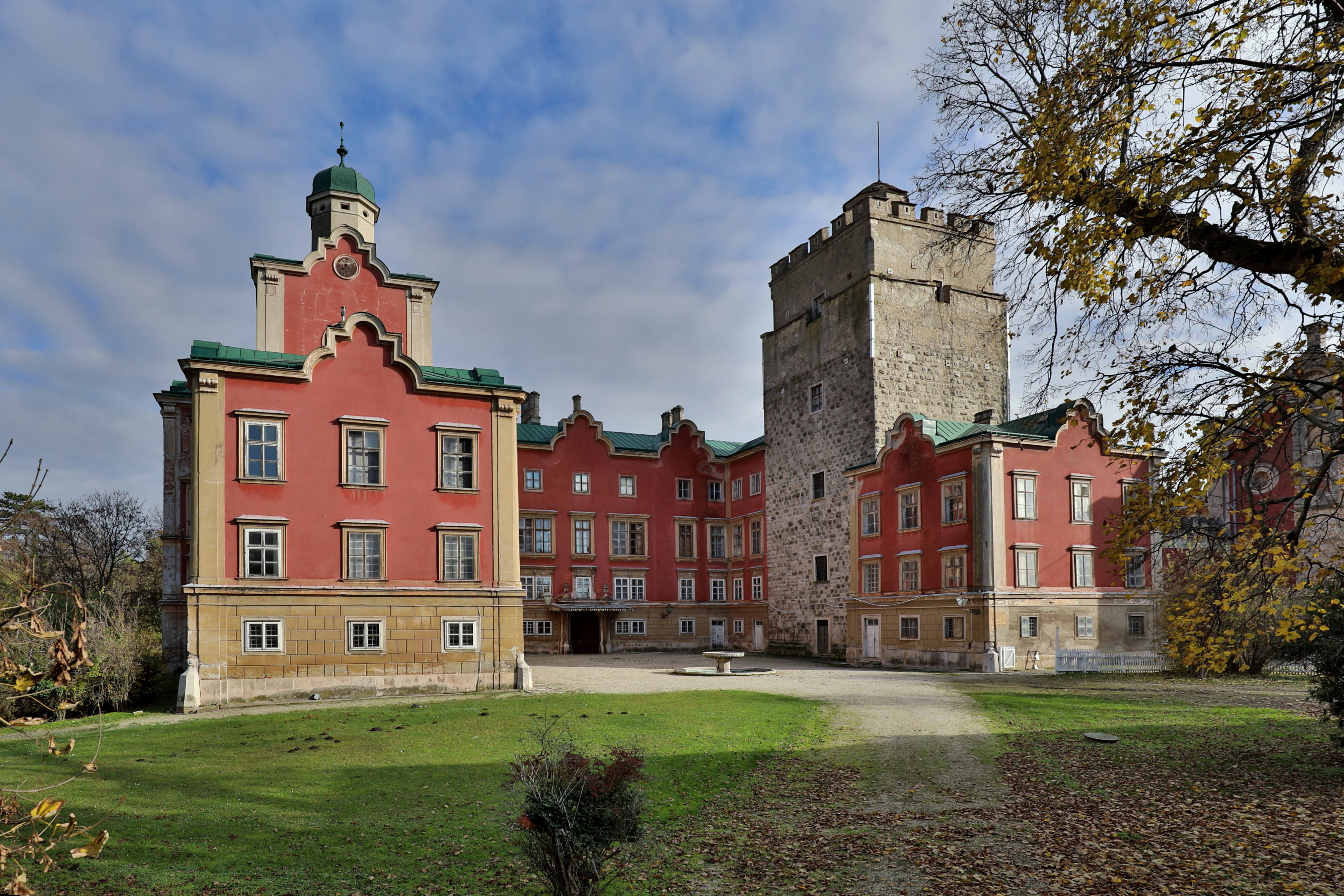
Castello di Prugg

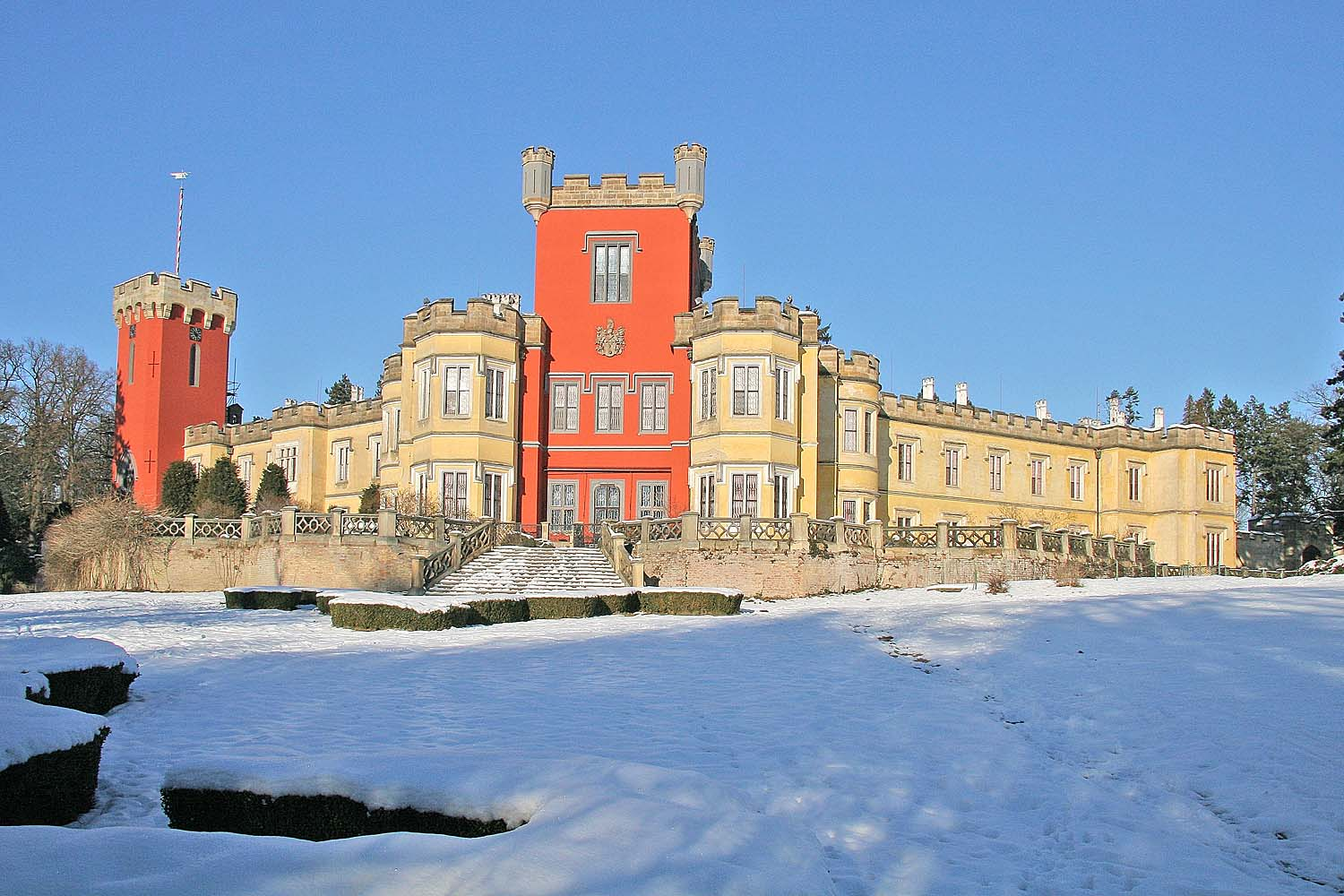
Castello Hrádek u Nechanic

- Palazzo Harrach (Palais Harrach an der Freyung), Vienna (venduto alla città nel 1975)
- Palazzo Harrach in der Ungargasse, Vienna
- Castello di Rohrau, Rohrau, con una collezione privata di dipinti nota come Graf Harrach'sche Familiensammlung[3] (in 1870-1970 kept in Palais Harrach).
- Castello di Prugg a Bruck an der Leitha
- Castello Hrádek u Nechanic a Nechanice
- Castello Náměšť na Hané
- Harrachov (Harrachsdorf) — città della Repubblica Ceca dove la famiglia possedeva un'attività manifatturiera nel campo del vetro (fino al 1712), più conosciuta come Harrachglas. brand[4]
- Krzeczyn Mały
- Kunín
- Konárovice
- Lodín

## Membri

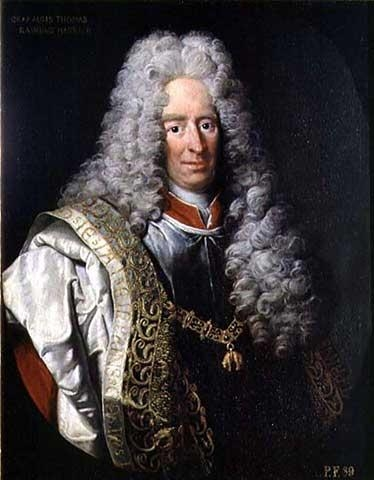
Aloys Thomas Raimund von Harrach

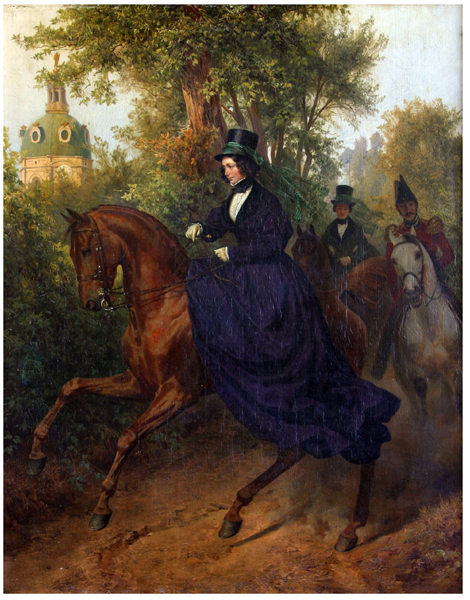
Auguste von Harrach

La maggior parte dei membri della famiglia ebbero il titolo di conti e contesse. I membri della famiglia sono:
- Przibislaus Harrach († 1289) — capostipite della famiglia
- Leonhard IV († 1590)
- Leonhard V von Harrach-Rohrau († 1597)
- Karl Franz von Harrach (1570–1628) — figlio di Leonhard V, ambasciatore imperiale presso le corti tedesche. Favorito di Ferdinando II d'Asburgo. I suoi figli:
  - Ernesto Adalberto d'Harrach (1598–1667), Arcivescovo di Praga e cardinale vescovo di Trento.
  - Leonhard († 1645), fondatore della linea Rohrau, alto maresciallo alla corte dell'Imperatore Ferdinando III d'Asburgo.
  - Otto Frederick († 1639) fondatore della linea di Jilemnice, soldato e diplomatico, cognato di Albrecht von Wallenstein. Suo figlio:
    - Ferdinand Bonaventura I von Harrach (1637–1706), ambasciatore in Spagna prima della guerra di successione spagnola. I suoi figli:
      - Franz Anton von Harrach (1665–1727), vescovo dell'arcidiocesi di Vienna e arcivescovo di Salisburgo.
      - Aloys Thomas Raimund von Harrach (1669–1742), viceré di Napoli. I suoi figli:
        - John Ernest Emmanuel († 1739), vescovo di Nitra
        - Ferdinando Bonaventura II von Harrach (1708–1778), governatore di Milano
        - Federico Augusto di Harrach-Rohrau (1696–1749), governatore ad interim dei Paesi Bassi austriaci. I suoi nipoti:
          - Ernest Christopher Joseph († 1838)
          - Ferdinand Joseph († 1841). I suoi figli:
            -  Auguste von Harrach (1800–1873), seconda moglie del re Federico Guglielmo III di Prussia
            - Karl Philip († 1878). Suo figlio:
              - Ferdinand (1832–1915), pittore.
- Johann Philipp Graf Harrach (1678–1764), feldmaresciallo austriaco
- Ernst Guido (1732–1783)
- Maria Giuseppina di Harrach-Rohrau (1727–1788), principessa del Liechtenstein, moglie di Giovanni Nepomuceno Carlo del Liechtenstein
- Karl Borromäus von Harrach (1761–1829), primario onorario all'ospedale Elisabethine di Vienna.
- Johann Nepomuk von Harrach (1828–1909), politico ceco
- Tenente colonnello conte  Franz von Harrach (1870–1934), guardia del corpo di Francesco Ferdinando d'Asburgo-Este quando questi venne assassinato a Sarajevo il 28 giugno 1914.
- Contessa Stephanie Harrach, vedova di Johann Harrach († 1945).
- Beppo Harrach, pilota di rally. Figlio del conte Ernst.